# Jüdischer Friedhof (Tučapy u Soběslavi)

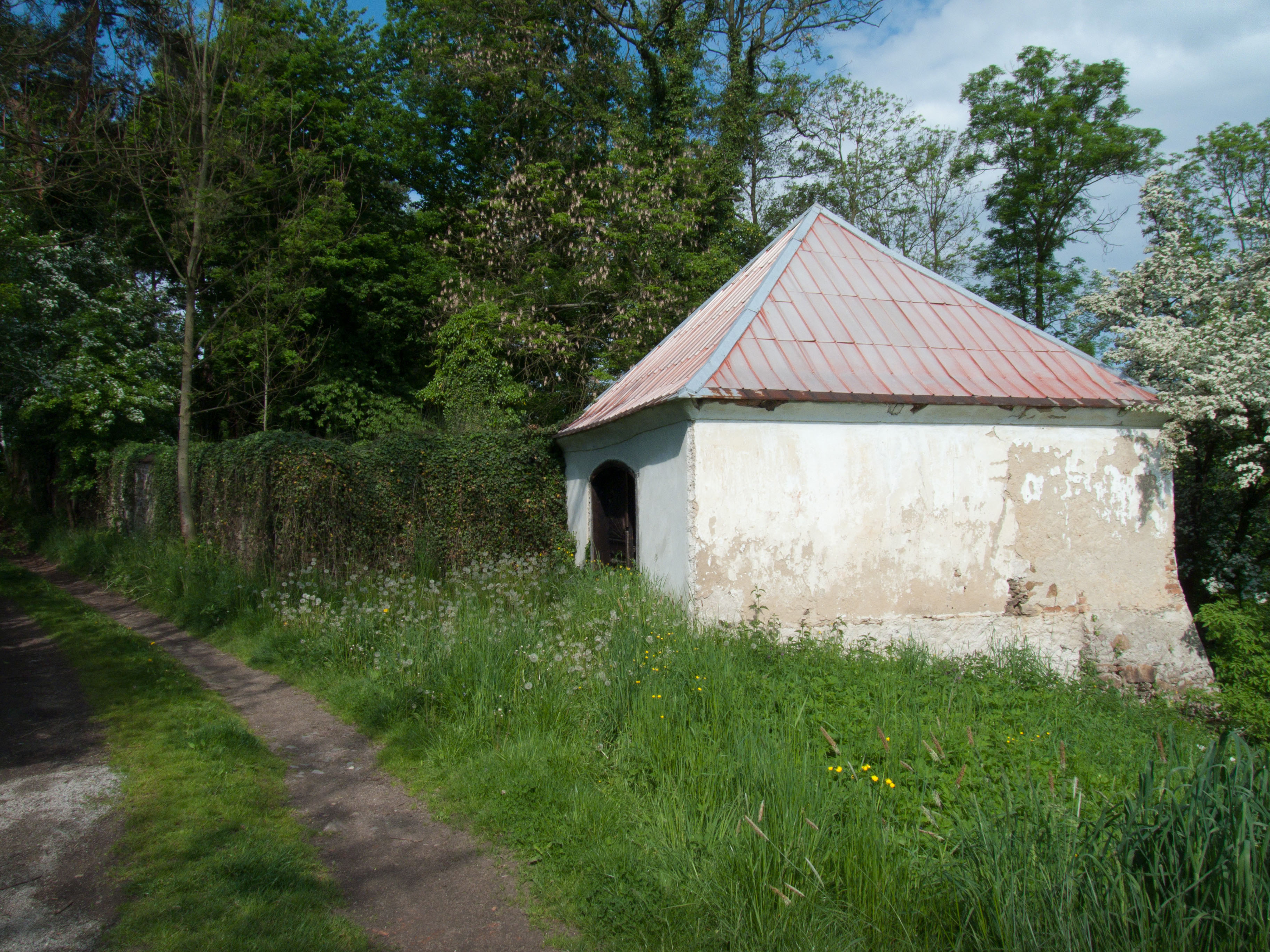
Ehemaliges Taharahaus (Leichenhalle), heute Eingang zum Friedhof

Der Jüdische Friedhof in Tučapy u Soběslavi (deutsch Tutschap), einer Gemeinde im Bezirk Okres Tábor der Region Jihočeský kraj in Tschechien, wurde vermutlich 1713 errichtet.

## Lage
Der Jüdische Friedhof liegt auf dem südwestlichen Rand der Gemeinde, etwa 300 Meter von der Synagoge entfernt. Der gut erhaltene Friedhof hat eine Fläche von 2356 m², auf der sich etwa 360 Grabsteine befinden, der älteste von 1737. Die Grabsteine aus Marmor, Sandstein, Kalkstein und Granit sind teilweise in einer Mauer eingemauert, die den Friedhof umgibt. Auf den Grabsteinen sind Inschriften in Tschechisch, Hebräisch und Deutsch zu finden. Zum Friedhof gehört auch ein ehemaliges Taharahaus (Leichenhalle), wo sich heute der Eingang zum Friedhof befindet.

## Geschichte

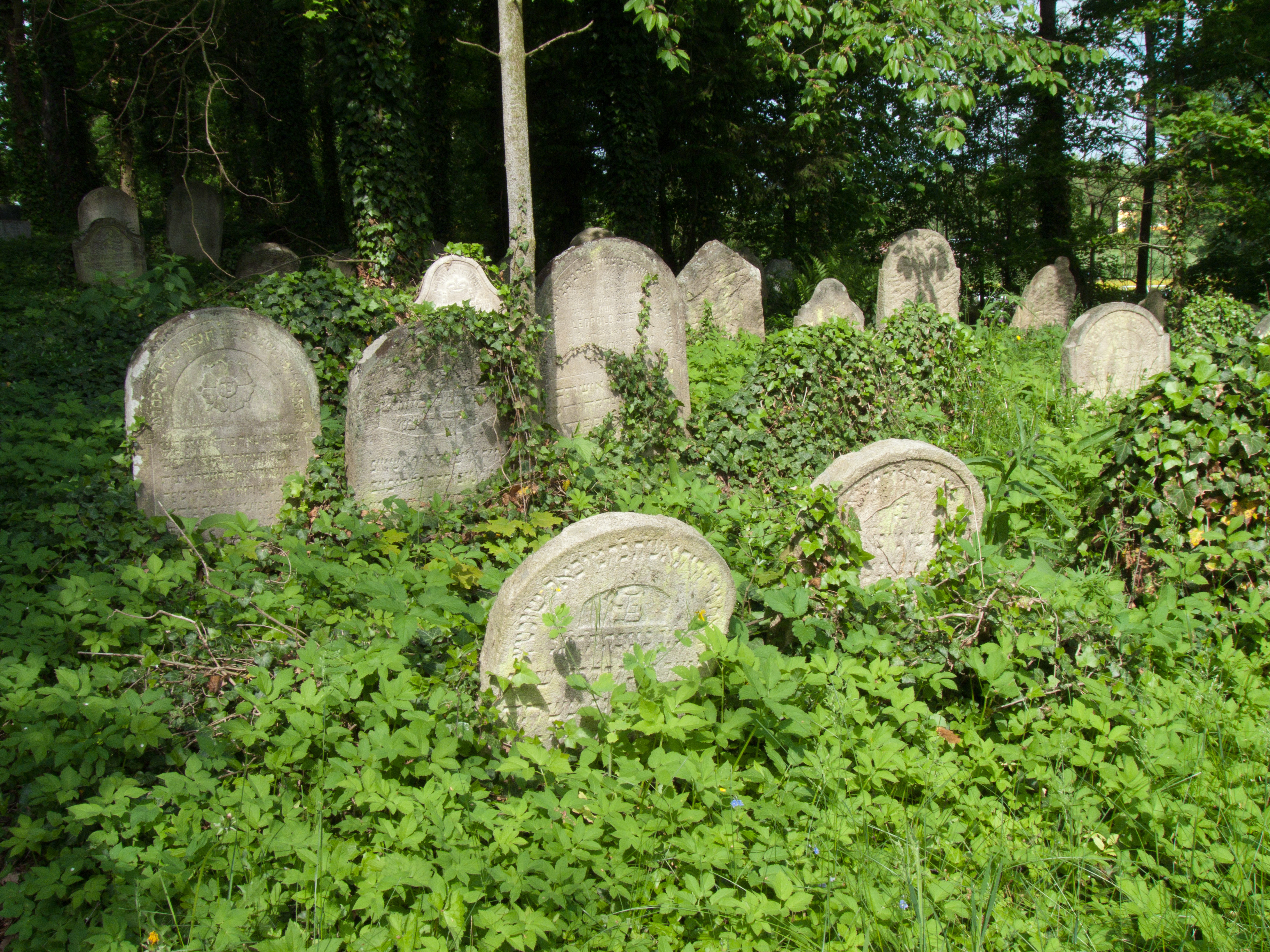
Jüdischer Friedhof in Tučapy u Soběslavi

Der Friedhof wurde vermutlich um 1713 errichtet; der älteste erhaltene Grabstein mit einer lesbaren Inschrift stammt von 1737. Begräbnisse fanden satt bis zum Ausbruch des Zweiten  Weltkrieges.
In der neueren Zeit kam es zu umfangreicheren Renovierungen: 1999–2001 wurden die ersten Mauermauerabschnitte  repariert, 2002–2003 das Leichenhaus, 2004–2007 weitere Mauerabschnitte, 2010–2012 wurden die liegenden Grabsteine wieder aufgerichtet und 2014 ein letztes Teilstück der Muer restauriert. Seit 2015 werden nach und nach historische Grabsteine aus dem 18. und 19. Jahrhundert renoviert.
Der Friedhof steht seit dem 3. Mai 1958 unter Denkmalschutz.